# Beschotenweg
Beschotenweg ist ein Ortsteil der Stadt Weener. Bis zur Eingemeindung 1973 war sie die nach der Fläche kleinste Gemeinde des Rheiderlandes. Im Jahr 2017 lebten hier 178 Einwohner.

## Lage und Gebiet
Das Reihendorf liegt auf einem etwa 0,4 Quadratkilometer großen abgetorften Hochmoorgebiet etwa zwei Kilometer westlich von Weener auf einer Höhe zwischen 1,25 und 1,6 m über NN. Beschotenweg grenzt direkt an die Gemeinde Bunde. In unmittelbarer Nähe des Ortes befindet sich die Anschlussstelle Weener der A 31.

## Geschichte
Der Beschotenweg ist eine mittelalterliche Straße durch das Hochmoor zwischen Weener und Bunde. In einer Urkunde des Jahres 1450 tauchte erstmals die Bezeichnung am Schotenwege auf, die vermutlich diesen Weg bezeichnet. Der Name wird als aufgeworfener, erhöhter Weg gedeutet. Bis Mitte des 17. Jahrhunderts war das Moor hier noch unbesiedelt und gehörte der Landesherrschaft Ostfrieslands. Nach dem Übergang Ostfrieslands an Preußen ließen sich hier vor 1800 die ersten Siedler nieder und begannen das Hochmoor abzutorfen. Anschließend wurde es landwirtschaftlich genutzt. Spätestens seit dem Beginn des 19. Jahrhunderts ist die Gemeinde selbständig gewesen. Zunächst gehörte sie zum Amt, ab 1885 zum Kreis Weener. Seit dessen Auflösung im Jahre 1932 gehört sie zum Landkreis Leer.
Am 1. Januar 1973 wurde Beschotenweg in die Stadt Weener eingegliedert.

## Bevölkerungsentwicklung
| Jahr | Einwohnerzahl |
| ---- | ------------- |
| 1823 | 298           |
| 1848 | 374           |
| 1871 | 361           |
| 1885 | 329           |
| 1905 | 319           |
| 1925 | 292           |
| 1933 | 300           |
| 1946 | 554           |
| 1961 | 276           |
| 1970 | 253           |
| 2001 | 169           |
| 2009 | 181           |